# Sidi Rahhal
Sidi Rahhal (àrab: سيدي رحال, Sīdī Raḥḥāl; amazic estàndard marroquí: ⵙⵉⴷⵉ ⵕⵃⵃⴰⵍ, Sidi Ṛḥḥal) és un municipi de la província d'El Kelâa des Sraghna, a la regió de Marràqueix-Safi, al Marroc. Segons el cens de 2014 tenia una població total de 9.906 persones.